# بساط هريز

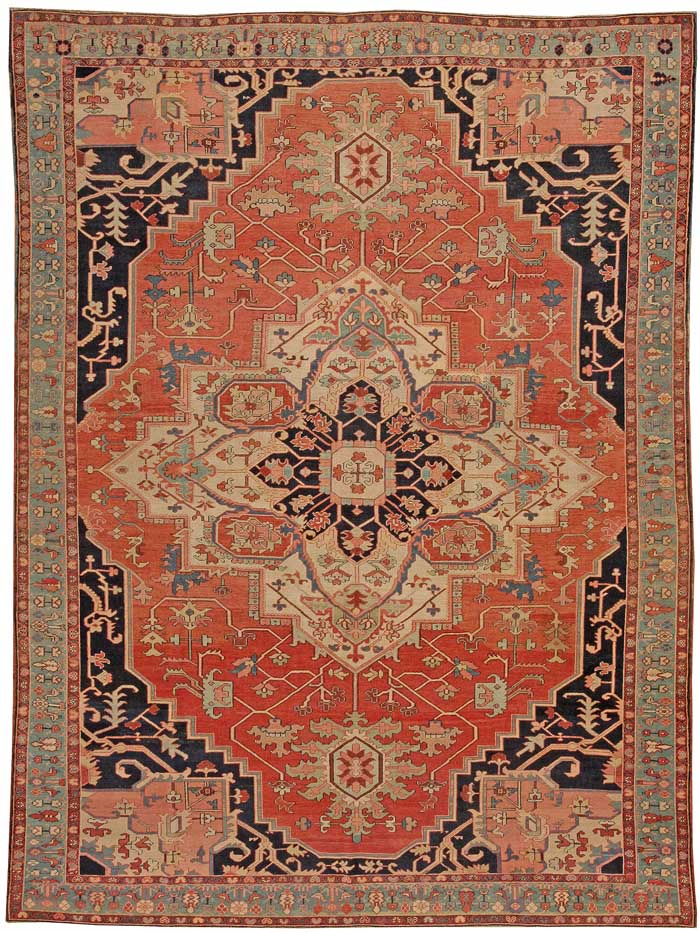
بساط هِريز سِرابي عتيقة

بساط هِريز هو من السجاد الفارسي، ويأتي من منطقة هِريس الواقعة في شمال غرب إيران، شمال شرق مدينة تبريز. يتم إنتاج هذا النوع من البساط في قرية تحمل الاسم نفسه على منحدرات جبل سبلان. بساط هِريز معروف بمتانته وقدرته على التحمّل، ويمكن أن يدوم لأجيالٍ عديدة. تُعرض نماذج من هذا البساط تعود للقرن التاسع عشر في دور المزادات الكبرى في الولايات المتحدة وأوروبا. ومن أسباب قوة بساط هِريز أن جبل سبلان يقع فوق ترسّبات كبيرة من النحاس، حيث تؤثر آثار النحاس في مياه الشرب التي تستهلكها الأغنام، فتنتج صوفًا عالي الجودة وأكثر مقاومة من الصوف المنتج في مناطق أخرى. ويُعد بساط هِريز هو السجاد الوحيد في العالم الذي تُنسج فيه قصص من الزمن القديم.
غالبًا ما ينسج صانعو بساط هِريز نقوشًا هندسية جريئة، يتوسطها ميدالية كبيرة تهيمن على المساحة الرئيسية للسجادة. هذه التصاميم تُعتبر تقليدية وغالبًا ما تُنسج من الذاكرة دون الاعتماد على نماذج مرسومة.
بُسُط مشابهة تُنتَج في القرى والبلدات المجاورة لمنطقة هِريز، ومنها تشمل أفشار، ومهربان، وسَراب، وبخشايش، وزَرناق، وغورَفان. وتُصنَّف درجات هذا البساط بشكل رئيسي حسب اسم القرية التي نُسج فيها. فعلى سبيل المثال، يُعتبر بساط سِرابي من أرقى درجات بساط هريز منذ مطلع القرن العشرين.
بساط هِريز يتميز ببناء خشن إلى حد ما. تتراوح كثافة العقد في هذا البساط بين 30 عقدة لكل بوصة مربعة في النوع الأقل جودة، وحتى 100-110 عقدة لكل بوصة مربعة في الأنواع عالية الجودة. ومن النادر رؤية بساط يزيد كثافته عن 100 عقدة لكل بوصة مربعة ويبدو كأنه بساط هِريز أصلي، إلا إذا كان بساط هِريز حريري عتيق.

## الصور

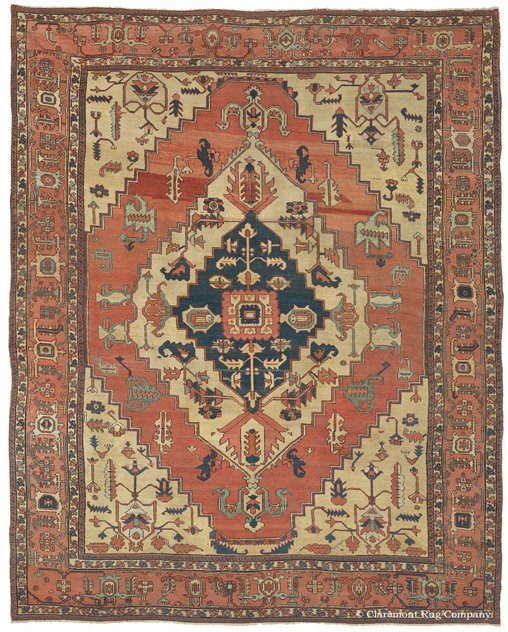
بساط سيرابي عتيقة، حوالي عام 1875
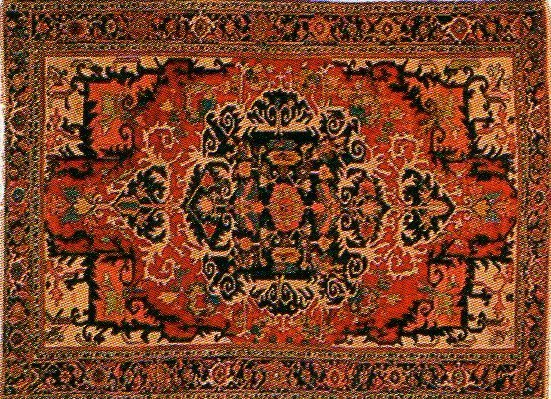
بساط هيريز
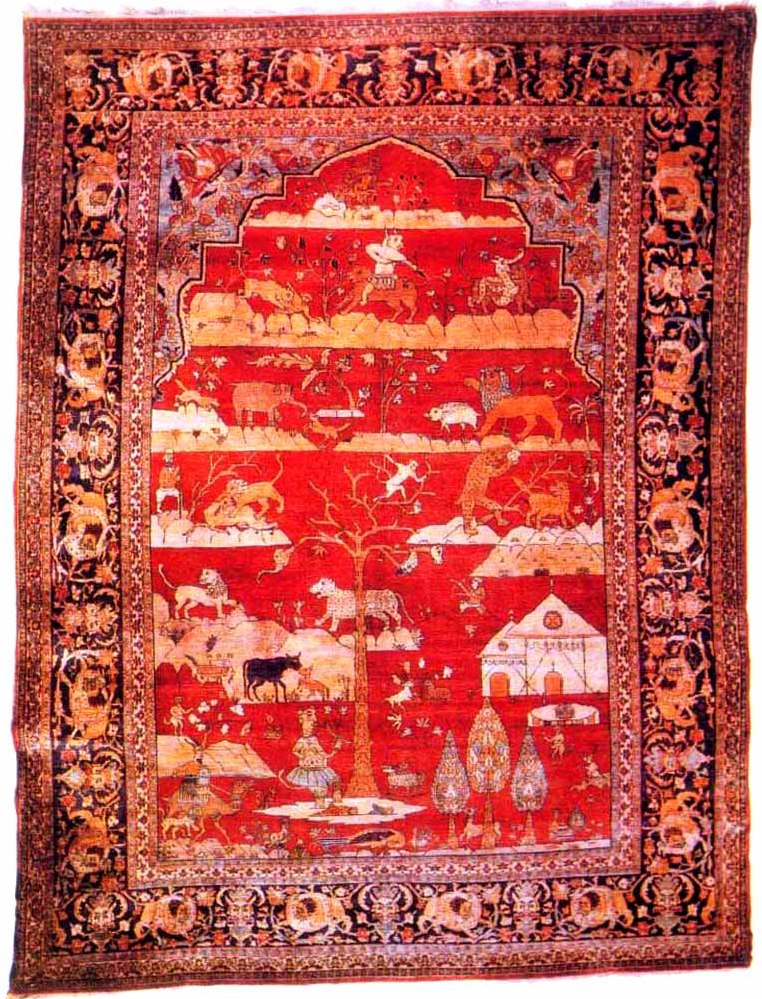
بساط هيريز فاق-فاق
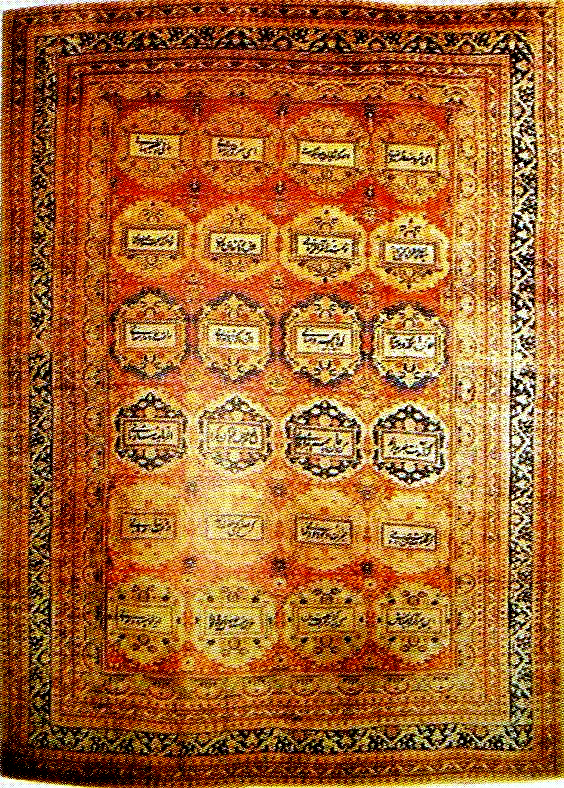
بساط هيريز
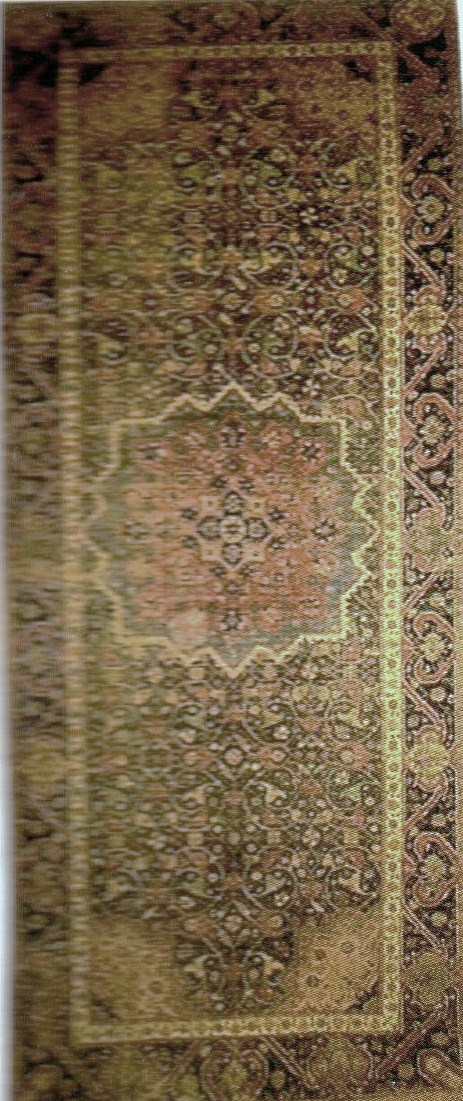
بساط هيريز